# Medalha do Mérito Santos-Dumont
A Medalha Mérito Santos-Dumont é uma condecoração brasileira criada para homenagear civis e militares, brasileiros ou estrangeiros, por destacados serviços prestados à Força Aérea Brasileira ou em reconhecimento de suas qualidades e valor em relação à aeronáutica.

## História
Foi criada pelo Decreto nº 39.905, de 5 de setembro de 1956, na esteira das comemorações do "Ano Santos-Dumont".
A medalha é concedida por ato do Comandante da Aeronáutica.
Existem os seguintes graus: 
- Medalha de Ouro
- Medalha de Prata
- Medalha de Bronze